# Paillaco
Paillaco (del mapudungun: pailla-ko ‘aguas tranquilas ’) es una ciudad y comuna chilena ubicada en la provincia de Valdivia, en la Región de Los Ríos, en la zona sur de Chile.
Integra junto con las comunas de Futrono, La Unión, Lago Ranco, Los Lagos, Panguipulli y Río Bueno el distrito electoral n.º 54 y pertenece a la 16.ª Circunscripción Senatorial (de los Ríos).

## Etimología
El surgimiento de Paillaco, que en lengua mapuche significa "aguas tranquilas", está muy ligado a la llegada del ferrocarril en 1895. En general, se encuentra muy difundida la idea errónea de que el topónimo de la comuna (paillaco), significaría "paila de agua", con el supuesto de que su traducción estaría compuesta por las palabras "Pailla" (Paila) y "Co" (Agua). Esta denominación pierde validez desde que se descubre que la palabra "paila", en el sentido del utensilio, pertenece al idioma español y no a la lengua mapuche y que, en realidad, Paila o Pailla significa "solitario" o "tranquilo" en dicha lengua.

## Historia

### Origen del poblado y el ferrocarril
Su origen como poblado se ve ligado —al igual que diversos pueblos a lo largo del país—, fundamentalmente a la creación de la línea férrea, que en este caso fue la destinada a unir a Valdivia con Osorno, a finales del siglo XIX. Sus primeros habitantes abrieron un pequeño almacén junto a la estación con el objeto de proveer de alimentos y otras mercancías a los centenares de carrilanos que se establecieron temporalmente en esta zona para abastecer de ripio a los trenes lastreros que desde 1894 iban abasteciendo la línea entre Purey y Osorno. La faena de estos obreros permitió que en 1895 quedaran unidos Osorno y Pichi-Ropulli, mientras que los retrasos prolongados del tramo Antilhue-Pichirropulli, debidos a la geografía, al clima de la zona, y a la dificultad de las obras a ejecutar (viaductos, terraplenes, etc), obligarían a entregar las obras recién en 1899. La ubicación de un pozo lastre proveedor de ripio para el trazado de la vía entre Pichi-Ropulli y el túnel de Los Lagos estaba situado en la parte baja de la estación de Paillaco y se entraba por el lado norte a través de un desvío ferroviario entre la propiedad de Docmac y Oyedo que sería la referencia actual y que se prolongaba hasta el lugar donde ahora se ubica el local de Paillaco Atlético.[cita requerida]
La actividad ferroviaria motivó un pausado asentamiento humano, que ya en 1894 se erigía con alrededor de 10 casas de familias obreras dedicadas a los "fierros". Con la apertura de la Estación Paillaco, el poblado comienza a crecer de manera paulatina, y sería uno de los ejes de las actividades de la ciudad hasta su cierre definitivo en 1991. Actualmente la única actividad ligada al ferrocarril se basa en el transporte de carga.[cita requerida]

### Creación de la comuna de Paillaco
El 17 de agosto de 1934, mediante el decreto ley N°5456 y durante el gobierno del presidente Arturo Alessandri Palma, fue creada la comuna de Paillaco, que la separó de la existente comuna de La Unión.

## Medio ambiente

### Geomorfología y componentes abióticos

Trazado simplificado de los ecosistemas y cuerpos de agua presentes en la comuna de Paillaco.

La comuna de Paillaco se encuentra emplazada en las unidades geomorfológicas de Llano central con morrenas y conos y lagos de barrera morrénica; y presenta según la clasificación climática de Köppen clima templado lluvioso con leve sequedad estival (Cfb (s)) y clima templado lluvioso con leve sequedad estival e influencia costera (Cfb (s) (i)). Esta además se halla entre las cuencas hidrográficas de río Bueno y río Valdivia. Además, la comuna posee diversos cuerpos de agua, entre los que se destacan el río Collileufu, río Futa, río Llollehue, río Pichico, río Ralitran y río Santo Domingo.

### Componentes bióticos
Dentro del territorio de la comuna se pueden hallar los siguientes ecosistemas:
- Bosque caducifolio templado donde predominan Nothofagus obliqua y Laurelia sempervirens (En peligro)
- Bosque laurifolio templado interior donde predominan Nothofagus dombeyi y Eucryphia cordifolia (Preocupación menor)

### Medidas de protección ambiental y conflictos socioambientales
Hasta 2022, la comuna de Paillaco cuenta con las siguientes zonas que poseen algún nivel de protección ambiental:
- At Playate (La casa de la golondrina) Kawescar Tres Chiflones  (antes Las Quemas) (Iniciativa de Conservación Privada)[12]
- Los Copihues (Iniciativa de Conservación Privada)[13]

## Demografía
La comuna de Paillaco posee 20,188 habitantes, distribuidos en un territorio de 896 km². Esta extensión le confiere una densidad poblacional de 21.47 habitantes por km². La distribución demográfica muestra una paridad entre géneros, con 10,067 hombres y 10,121 mujeres.
Un 48.16% de la población vive en áreas rurales; por otro lado, un 51.84% de la población reside en áreas urbanas. Paillaco también desempeña un papel significativo en su región, representando el 1.79% de la población total regional.

## Administración

### Municipalidad
La comuna de Paillaco es administrada por un Concejo Municipal, encabezado por un alcalde, elegido directamente, que permanece en su cargo por 4 años. El alcalde para el período 2025-2029 es Cristián Navarrete Quezada.
El Concejo Municipal, correspondiente al periodo 2025-2029 está compuesto por los siguientes miembros:
- José Aravena (Partido Comunista)
- Fabiola Soto (Partido Comunista)
- Fernando Álvarez (Candidato Independiente)
- Orlando Castro (Renovación Nacional)
- Raúl Cortez (Candidato Independiente)
- Ruth Castillo (Democracia Cristiana)

## Economía
En 2018, la cantidad de empresas registradas en Paillaco fue de 326. El Índice de Complejidad Económica (ECI) en el mismo año fue de -0,29, mientras que las actividades económicas con mayor índice de Ventaja Comparativa Revelada (RCA) fueron Servicios de Evacuación de Riles y Aguas Servidas (653,04), Administradora de Tarjetas de Crédito (106,53) y Elaboración de Productos de Aluminio en Formas Primarias (91,01).

## Servicios públicos
La comuna cuenta con un hospital, un consultorio, tres compañías de bomberos, y dos gasolineras.

## Cultura

### Religión
Las dos religiones tradicionales e históricas de la comuna son el catolicismo (57,52% en el censo de 2002), resaltando la Iglesia de Nuestra Señora de Lourdes de Reumén, declarada como Monumento Histórico Nacional de Chile en 2018; junto con una importante minoría protestante (30,3%), donde destaca el templo perteneciente a la comunidad de la Iglesia Luterana en Chile (ILCH), construido en la década de 1940 por Manuel Gabauer.. La Iglesia Adventista del 7° día de Paillaco es una de las instituciones ilustres de la comuna.

## Medios de comunicación

### Radioemisoras
FM
- 90.5 MHz - Mi Radio FM
- 95.3 MHz - Diferencia FM
- 100.1 MHz - Radio Matías